# Asynarchus pacificus
Asynarchus pacificus är en nattsländeart som först beskrevs av Banks 1900.  Asynarchus pacificus ingår i släktet Asynarchus och familjen husmasknattsländor. Inga underarter finns listade i Catalogue of Life.